# Gallegos de Sobrinos
Gallegos de Sobrinos település Spanyolországban, Ávila tartományban.  Lakosainak száma 45 fő (2024).

## Népesség
A település népessége az utóbbi években az alábbiak szerint változott:
| Lakosok száma | 103  | 94   | 91   | 81   | 70   | 62   | 55   | 42   | 36   | 45   |
|               | 2001 | 2004 | 2006 | 2009 | 2011 | 2014 | 2016 | 2019 | 2021 | 2024 |